# قاطنة سطح البحر الحالة للشحم
قاطنة سطح البحر الحالة للشحم (الاسم العلمي: Aequorivita lipolytica) هي نوع من البكتيريا، سلبية الغرام، تتبع جنس قاطنة سطح البحر.